# Cấu hình của cánh máy bay

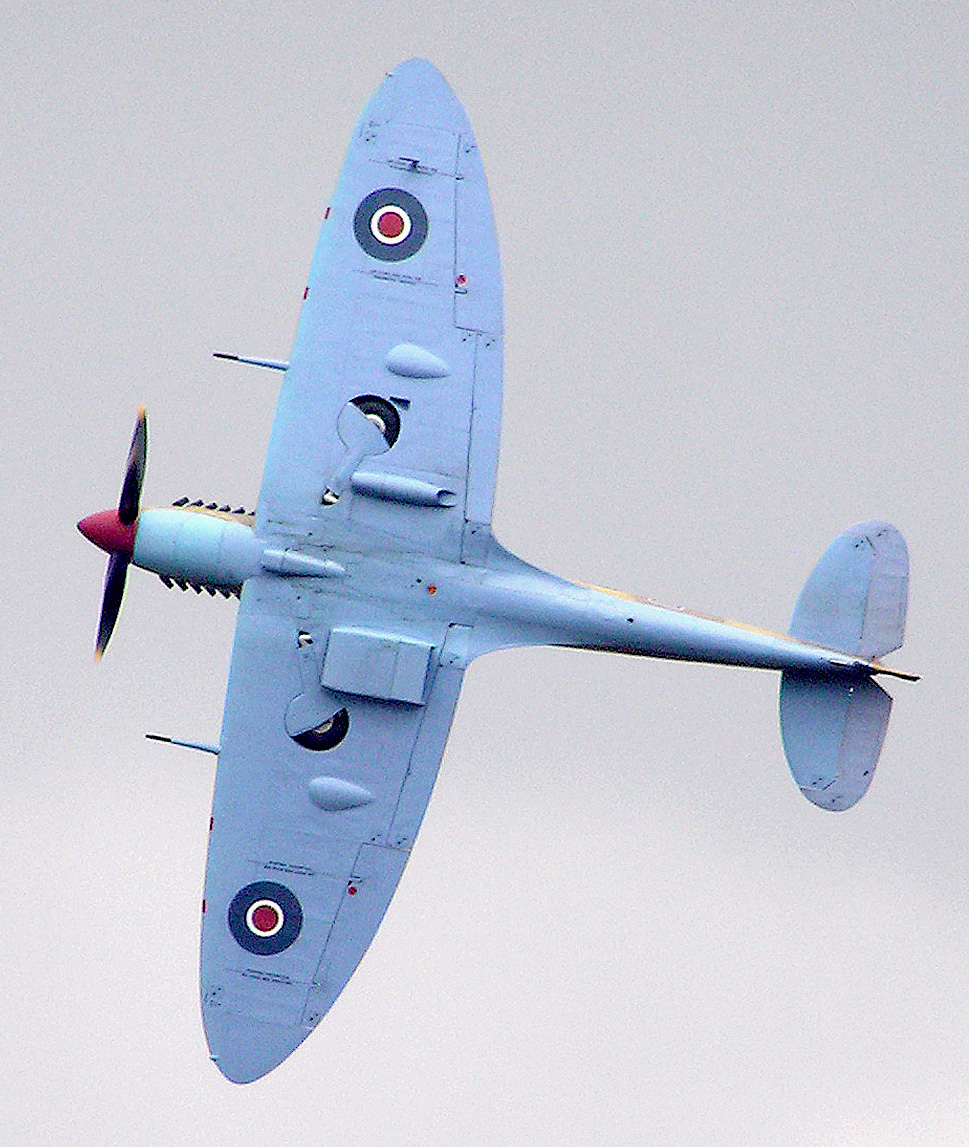
Máy bay tiêm kích Spitfire với cánh đặt thấp dạng elip và có góc nhị diện nhỏ hướng lên trên".

Cấu hình cánh của máy bay cánh cố định (bao gồm cả tàu lượn và máy bay có động cơ) là sự sắp xếp cấu trúc cánh nâng và các bề mặt cánh có liên quan khác của nó.
Thiết kế của một chiếc máy bay được phân biệt nhờ cấu hình của cánh máy bay. Ví dụ như chiếc tiêm kích Supermarine Spitfire là một chiếc máy bay có cấu trúc một tầng cánh đặt thấp truyền thống, cánh có dạng elip với tỉ lệ chiều dài/chiều rộng ở mức vừa phải.
Các nhà thiết kế máy bay đã từng thiết kế thử nghiệm nhiều loại cánh khác nhau. Đôi khi sự khác nhau giữa các cấu hình là rất nhỏ. Cánh cũng có thể thay đổi dạng hình học và kết hợp nhiều cấu hình cánh.
Phần lớn các loại cánh mô tả dưới đây đều đã được sử dụng trên thực tế, ngoài ra cũng có một số thiết kế dựa trên lý thuyết.

## Một số kiểu cánh máy bay
Các máy bay cánh cố định có thể có một hoặc nhiều cặp cánh:
- Monoplane: máy bay một tầng cánh. Đây là kiểu thiết kế trên phần lớn máy bay từ năm 1930s. Cánh được gắn trên thân máy bay theo nhiều vị trí khác nhau so với thân máy bay:
  - Cánh thấp: cánh được đặt gần hoặc dưới của thân máy bay.
  - Cánh đặt ở giữa: đặt ở khoảng giữa thân máy bay.
  - Cánh đặt trên "vai" thân máy bay: cánh được đặt cao hơn nhưng thấp hơn một chút so với đỉnh của thân máy bay.[1][2]
  - Cánh đặt cao: cánh gắn trên đỉnh thân máy bay.
  - Cánh đặt cao hơn thân máy bay: tách biệt hẳn so với đỉnh của thân máy bay.

| Cánh đặt thấp | Cánh đặt ở giữa thân | Cánh đặt trên vai |

| Cánh cao | Cánh đặt tách biệt hẳn thân máy bay |

Máy bay cánh cố định cũng có thể có nhiều cánh:
- Biplane: Máy bay có hai tầng cánh có cùng kích cỡ, cánh được đặt chồng lên nhau ạ. Máy bay hai tầng cánh nhẹ và chắc chắn hơn là máy bay một tầng cánh và nó là thiết kế máy bay phổ biến trước năm 1930s. Máy bay đầu tiên của loài người, Wright Flyer I, là một chiếc máy bay hai tầng cánh.
  - Máy bay hai tầng cánh có hai cánh không giống nhau (unequal-span biplane): là loại máy bay hai tầng cánh trong đó 1 cánh (thường là cánh bên dưới) ngắn hơn cánh còn lại, thiết kế này được sử dụng trên máy bay Curtiss JN-4 Jenny trong Chiến tranh thế giới lần thứ nhất.
  - Sesquiplane: loại máy bay có tầng cánh bên dưới nhỏ hơn đáng kể so với cánh bên trên như chiếc Nieuport 17 nổi tiếng trong Thế chiến I.
  - Inverted sesquiplane: ngược với loại bên trên, loại máy bay có cánh bên trên nhỏ hơn nhiều so với cánh bên dưới, ví dụ như chiếc Fiat CR.1.
  - Thiết kế hai tầng cánh của Busemann: Cấu hình hai tầng cánh lý thuyết do Busemann phát triển, theo đó giúp giảm thiểu sóng va giữa bề mặt hai cánh nhờ giảm năng lượng của chúng và giảm lực cản.

| May bay hai tầng cánh thông thường | Máy bay hai tầng cánh với các cánh khác nhau. | Sesquiplane | Đảo ngược của sesquiplane |

| Mặt cắt của máy bay hai tầng cánh do Busemann thiết kế |

- Triplane: máy bay sử dụng ba tầng cánh. Thiết kế này được sử dụng trên chiếc Fokker Dr.I, có tính cơ động cao nhưng sau đó được thay thế bởi các máy bay có độ cơ động tốt hơn.
- Quadruplane: máy bay có bốn tầng cánh. Chiếc Armstrong Whitworth F.K.10 được chế tạo một số lượng nhỏ nhưng chưa bao giờ tham chiến trong Chiến tranh thế giới 1.
- Multiplane: Nhiều mẫu máy bay, đôi khi sử dụng nhiều tầng cánh hơn. Chiếc Horatio Frederick Phillips (1907) được thiết kế với hai trăng tầng cánh, và đã bay thành công.

| Triplane | Quadruplane | Multiplane |

Máy bay nhiều tầng cánh kiểu so le (stagger) có thiết kế tầng cánh trên dịch về phía trước một chút so với tầng cánh bên dưới. Mục đích nhằm làm giảm   sự nhiễu động gây ra do áp suất thấp của không khí ở bên trên tầng cánh dưới hòa trộn với không khí áp suất cao ở bên dưới cánh phía trên; tuy nhiên sự cải thiện này khá nhỏ. Kiểu này hay gặp trên nhiều loại máy bay hai/ba tầng cánh nổi tiếng. Có thể xem thêm Beechcraft Staggerwing.
| Unstaggered biplane | Forwards stagger | Backwards stagger |

- Thiết kế cánh nối tiếp có hai cánh đặt nối tiếp nhau, xem Cánh đuôi và cánh phụ bên dưới. Ví dụ chiếc Caproni Ca.60 có chín cánh với ba bộ 3 tầng cánh đặt nối tiếp nhau.
- Kiểu cruciform wing là kiểu thiết kế bốn cánh riêng lẻ theo dạng hình chữ thập. Chữ thập có thể là một trong hai dạng:
  - Cánh được đặt cách đều nhau như trên tên lửa.
  - Cánh được đặt trên cùng một mặt phẳng nằm ngang, được gọi là X-wing.

| Cruciform wing weapon | Cruciform rotor wing or X wing rotor |

## Đỡ cánh
Để có đủ độ bền, cánh phải có độ cứng vững và do đó cánh sẽ rất nặng. Bằng cách bổ sung các thanh giằng cứng, khối lượng của cánh sẽ được giảm xuống nhiều. Tuy nhiên giằng cánh cũng làm cho tăng lực cản ở các tốc độ bay lớn và không được sử dụng trên các loại máy bay thiết kế để bay nhanh hơn kể từ đầu 1930s.
Các loại đỡ cánh bao gồm:
- Cantilevered: Chỉ sử dụng cánh có độ bền mà không sử dụng các thanh gia cố.
- Gia cố:
  - Gia cố bằng thanh giằng: ví dụ Fokker D.VII.
  - Gia cố bằng dây caps: là phương pháp gia cố duy nhất (như trên Boeing P-26 Peashooter) hoặc thường là để bổ trợ cho các thanh giằng, cáp ứng suất cũng được sử dụng để đỡ cánh.

| Cantilever | Strut braced | Wire braced |

Máy bay có gia cố có thể chia ra một hoặc nhiều khoang. Ví dụ chiếc de Havilland Tiger Moth là loại khoang đơn trong khi Bristol F.2 Fighter là loại hai khoang.
| Single-bay biplane | Two-bay biplane |

- Máy bay có cánh dạng vòng kín: Hai cánh máy bay được nối vào nhau tạo thành vòng kín.[4] Kiểu thiết kế này giúp giảm tổn thất khí động ở đầu mút cánh:
  - Dạng hộp: Được sử dụng trên máy bay Santos-Dumont 14-bis. Các nhà thiết kế cũng nghiên cứu cả cấu hình box wing nối tiếp, xem bên dưới.
  - Dạng hộp hình khuyên: Cánh có dạng hình hộp, chỗ nối được lượn tròn, ví dụ của kiểu này là Blériot III.
  - Hình trụ: Cánh có dạng hình trụ, ví dụ chiếc Coléoptère có cánh kiểu này. Máy bay cất và hạ cánh thẳng đứng nhưng không có khả năng bay ngang.[5]
  - Dạng hình vành khuyên phẳng: ví dụ của kiểu này là Lee-Richards annular monoplanes từng cất cánh thử trước Thế chiến I.[6]
  - Cánh nối vào nhau: ở thiết kế này cánh quét về phía sau và cánh quét về phía trước được nối nhau ở đầu mút cánh tạo thành một hình kim cương hoặc hình tam giác.[7] Ví dụ là máy bay Ligeti Stratos.[8]
    - Rhomboidal wing: Cánh nối với nhau tạo ra hình kim cương và có bốn bề mặt nâng. Chiếc máy bay hai tầng cánh Edwards Rhomboidal ra đời năm 1911 có cấu hình này nhưng không bay được.[9]

| Cánh dạng hộp | Cánh dạng hộp có lượn tròn vành khuyên | Cánh hình trụ | Cánh nối |

| Cánh hình khuyên phẳng | Rhomboidal wing |

Cánh cũng có thể chia làm hai loại cứng và mềm
- Cứng-Rigid: đủ vững chắc để duy trì biên dạng của cánh trong nhiều điều kiện khi bay, Loại cánh cứng có thể bổ sung thêm giằng đỡ.
- Mềm-Flexible:
  - Cánh có khả năng vận động được, thường là một màng dầy. Cần có giằng đỡ để duy trì biên dạng cánh, thường thấy ở loài như dơi, muỗi...
  - Một bề mặt cánh cứng vẫn có thể thiết kế để nó chuyển động được nhờ độ đàn hồi của cánh.

| Rigid delta wing | Flexible Rogallo wing |

## Wing planform
Wing planform là hình dạng của cánh khi nhìn từ trên xuống hoặc từ dưới lên.

### Aspect ratio
Tỉ lệ khung hình hay aspect ratio bằng Số bình quân hay trung bình chiều dài đường nối đầu mút cánh và gốc cánh (thuật ngữ tiếng Anh là chord) chia cho sải cánh. Nó cho biết độ mảnh và độ dài của cánh nếu nhìn từ phía trên hoặc bên dưới cánh.
- Tỉ lệ khung cánh thấp (low aspect ratio): cánh ngắn và mập. Cánh sẽ có độ cứng vững cao, tốc độ nhào lộn tức thời cao, lực cản ở tốc độ siêu âm thấp. Cánh có tỉ lệ cánh thấp được sử dụng trên các máy bay tiêm kích chiến đấu, như Lockheed F-104 Starfighter, và ở các máy bay có vận tốc bay rất cao như North American X-15.
- Tỉ lệ vừa phải: phạm vi sử dụng rất rộng, áp dụng trên máy bay chở khách như Douglas DC-3.
- Tỉ lệ cao: Cánh dài và mỏng. Cải thiện hiệu suất khí động học, sinh ra ít lực cản khi bay ở tốc độ bay dưới tốc độ âm thanh. Cánh dài và mỏng được sử dụng trên các máy bay tầm cao bay dưới tốc độ âm thanh như máy bay trinh sát Lockheed U-2 và ở các tàu lượn có khả năng thao diễn cao như Glaser-Dirks DG-500.

| Low aspect ratio | Moderate aspect ratio | High aspect ratio |

Phần lớn máy bay có cánh có khả năng thay đổi dạng hình học cũng thay đổi được tỉ lệ cánh aspect ratio theo các cách khác nhau.

### Độ rộng của cánh và độ dài của cánh
Độ rộng của cánh thay đổi tùy thuộc vào yêu cầu của độ bền và đặc tính khí động học
- Độ rộng cánh không đổi (Constant chord): Là loại cánh đơn giản nhất, ít tốn kém nhất, ví dụ Piper J-3 Cub tuy nhiên bề mặt cánh phía bên ngoài không sản sinh ra nhiều lực nâng trong khi lại làm tăng trọng lượng máy bay và sức cản không khí.[11][12]
- Tapered: cánh nhỏ dần về phía đầu cánh, độ bền và tính khí động hiệu quả cao hơn cánh có độ rộng không đổi, và cũng dễ chế tạo hơn cánh dạng ellip.
  - Cánh hình thang (Trapezoidal) mép trước và mép sau của cánh tạo thành một góc quét hoặc không.[13][14][15] Dạng côn thẳng là dạng cánh phổ biến nhất, như trên chiếc Messerschmitt Bf 109.
  - Inverse hay reverse tapered: cánh sẽ rộng hơn ở phía đầu cánh. Độ bền cánh không tốt, dẫn đến trọng lượng cánh lớn. Kiểu cánh này được sử dụng trên một mẫu thử nghiệm dựa trên XF-91 Thunderceptor nhằm nghiên cứu biện pháp chống lại hiênj tượng tròng trành đối với cánh quét.
  - Compound tapered: dạng côn thuôn nhọn ở gốc cánh. Kiểu cánh này được sử dụng trên Westland Lysander để cải thiện tầm nhìn cho tổ lái.
- Độ rộng cánh không đổi và phía đầu cánh có dạng côn thuôn nhọn: loại thiết kế này khá phổ biến và được áp dụng trên máy bay Cessna.

| Constant chord | Tapered (Trapezoidal) | Reverse tapered | Compound tapered | Constant chord, tapered outer |

- Cánh dạng Ellip: Mép trước và mép sau cánh được vuốt theo đường cong sao cho độ rộng của cánh thay đổi cùng với sải cánh tạo nên một hình ellip đơn giản. Đôi khi bị hiểu nhầm là kiểu cánh mang lại hiệu quả về lực nâng lớn nhất (trong lý thuyết khí động học, thuật ngữ "elliptical" mô tả lực nâng tối ưu phân bổ trên bề mặt cánh theo chiều dài sải cánh cho trước), và cũng là loại cánh khó sản xuất nhất. Nổi tiếng nhất là Supermarine Spitfire.
  - Cánh dạng bán ellip: ví dụ chiếc Seversky P-35.[16]

| Elliptical | Semi-elliptical |

- Cánh kiểu chim: cánh có dạng cong như cánh chim, ví dụ như trên Etrich Taube.
- Cánh kiểu dơi: cánh tạo thành dạng cong như cánh dơi. Ví dụ cho thiết kế cánh này là chiếc máy bay Whitehead No. 21 ra đời năm 1921, một trong những chiếc máy bay trang bị động cơ đầu tiên.
- Circular: cánh có dạng gần như tròn. Mẫu thiết kế Vought V-173 sử dụng cánh gần như tròn ở đầu cánh, giúp khắc phục các xoáy khí ở đầu cánh, và có thêm cánh đuôi để taqng độ ổn định.
  - Flying saucer: cánh có dạng tròn, không ổn định khi bay, ví dụ chiếc Avro Canada Avrocar.
  - Disc wing: một thiết kế sử dụng cánh dạng đĩa xoay tròn.[17] Thiết kế này thường thấy trên đồ chơi ví dụ như Frisbee.
  - Cánh có dạng hình khuyên phẳng-Flat annular wing: hình khuyên với lỗ rỗng ở giữa tạo thành kiểu cánh khép kín như đã nhắc tới ở bên trên. Ví dụ là chiếc máy bay một tầng cánh hình khuyên của Lee-Richards.[18]

| kiểu chim | kiểu dơi | kiểu tròn | Flying saucer | hình khuyên phẳng |

- Cánh dạng Delta: cánh có thiết kế hình tam giác với góc quét ở cạnh trước của cánh và cạnh sau nằm ngang thân máy bay. Kiểu cánh này có ưu điểm là có độ bền cứng cao, hiệu suất khí động học cao, diện tích mặt cắt cánh trước nhỏ. Nhược điểm của loại cánh này là tải trọng trên cánh thấp và cần có diện tích ướt cao để tăng độ ổn định khí động học. Các phiên bản cánh delta bao gồm:
  - Tailless delta: là cánh delta không có đuôi ngang, thường được sử dụng trên các thiết kế bay ở tốc độ cao, ví dụ như seri máy bay tiêm kích Dassault Mirage III.
  - Tailed delta: có bộ ổn định đuôi truyền thống, nhằm cải thiện khả năng điều khiển. Thiết kế kiểu này được sử dụng trên máy bay tiêm kích Mikoyan-Gurevich MiG-21.
  - Cropped delta: cánh delta có đầu cánh được làm thẳng, giúp tránh được lực kéo ở đầu cánh khi bay ở góc tấn cao. Fairey Delta 1 cũng có đuôi. Trong một số trường hợp, cánh cropped delta được sử dụng kết hợp trong cấu hình "tapered swept".
  - Compound delta hay double delta: có kiểu cánh dạng gấp khúc trong đó góc quét ở phần cánh phía trong thường là có góc quét lớn hơn góc quét của phần cánh bên ngoài như trên chiếc Saab Draken. Kiểu cánh này cải thiện lực nâng ở góc tấn lớn và ngăn hiện tượng tròng trành. Ngược lại, chiếc Saab Viggen có phần cánh bên trong có góc quét giảm đi để tránh xung đột với cánh vịt ở phía thân trước của máy bay.
  - Ogival delta: cánh delta với sự hoà trộn mềm mại của mép trước cánh tạo thành một đường cong giống ly rượu, bao trọn mép cánh trước và sau của kiểu cánh cropped compound delta như trên máy bay chở khách siêu thanh Concorde.

| Tailless delta | Tailed delta | Cropped delta | Compound delta | Ogival delta |

### Kiểu cánh quét (wing sweep)
Cánh sẽ được quét về phía sau, hoặc đôi khi là quét về phía trước, vì nhiều lí do. Một góc quét nhỏ của cánh máy bay đôi khi sẽ điều chỉnh tâm lực nâng của máy bay. Điều này có ích do đôi khi các nhà thiết kế không thể đặt vị trí cánh ở nơi phù hợp nhất, do cản trở tầm nhìn của phi công.
- Cánh quét thẳng: cánh quét thẳng góc với thân máy bay, có độ cứng vững tốt nhất, được thiết kế chủ yếu trên các máy bay bay tốc độ chậm, máy bay đầu tiên của Wright Flyer sử dụng thiết kế này.
- Cánh quét phía sau-Swept back (hay còn gọi là "cánh quét-swept wing"): Cánh quét về phía sau theo hướng từ gốc đến đầu cánh. Trong thời kỳ đầu các mẫu máy bay không cánh đuôi như Dunne, cho phép rìa bên ngoài cánh có vai trò như một cánh đuôi truyền thống nhằm tăng khả năng ổn định. Ở các chuyến bay tốc độ siêu âm, cánh quét có lực cản thấp, nhưng không có khả năng chống lại hiện tượng tròng trành và cần co sự cứng chắc cao để không bị rung lắc vặn xoắn cánh khi máy bay bay ở tôc độ cao. Điển hình cho loại cánh quét về phía sau có tốc độ bay cận âm và siêu âm ở thời kỳ đầu là Hawker Hunter.
- Cánh quét về trước-Forward swept: Cánh có góc quét về phía trước. Lợi ích của kiểu cánh này tương tự như cánh quét về phía sau, đồng thời nó cũng tránh được các vấn đề tròng trành, nhưng nó đòi hỏi vật liệu làm cánh phải có độ cứng lớn hơn cả để tránh hiện tượng vặn xoắn cánh như máy bay Sukhoi Su-47.

Một số kiểu thay đổi hình dạng cánh:
- Swing-wing: hay còn gọi là "cánh quét thay đổi được góc quét-variable sweep wing". Ở đây, cánh có thể thay đổi được góc quét, thường là về phía sau. Loại cánh này có thể thấy trên một số máy bay chiến đấu như General Dynamics F-111 Aardvark.
- Oblique wing: cánh trái và phải cùng xoay được quanh một trục ở giữa thân máy bay, do đó một bên cánh quét về phía sau và bên còn lại sẽ quét về phía trước. Ví dụ về kiểu cánh này là chiếc máy bay thử nghiệm NASA AD-1.

| Straight | Swept | Forward swept | Variable sweep (swing-wing) | Variable-geometry oblique wing |

### Cánh có góc quét thay đổi dọc theo sải cánh
- Crescent: phần cánh phá ngoà có góc quét ít hơn phầ cánh phía trong, nhằm đạt được sự kết hợp tối ưu nhất giữa sóng âm dừng và khả năng kiểm soát dòng chảy dọc theo bề mặt cánh. Được sử dụng trên máy bay Handley Page Victor.[19]
- Cranked arrow: đặc trưng của loại cánh này là kiểu delta kết hợp. Kiểu cánh này xuất hiện trên máy bay thử nghiệm General Dynamics F-16XL.
- M-wing: cho phép cánh máy bay vẫn có góc quét lớn mà vẫn giảm tối đa hiện tượng vặn xoắn. Kiểu cánh này mới chỉ được nghiên cứu và chưa từng xuất hiện trên máy bay thật.[20][21][22]
- W-wing: Ngược lại cánh kiểu chữ M. Kiểu cánh này dự kiến được trang bị cho máy bay ném bom Blohm & Voss P.188, nhưng những nghiên cứu về nó thậm chí còn ít hơn cả kiểu cánh chữ M và chưa bao giờ được đưa ra thử nghiệm.[20][22]

| Crescent | Cranked arrow | M-wing | W-wing |

### Cánh bất đối xứng
- Asymmetric layout: chiếc Blohm & Voss BV 141 có phần thân máy bay và khoang lái tách biệt nhau về hai phía, nhằm tăng tầm nhìn cho phi công.
- Asymmetric span: một vài mẫu máy bay của Ý như Ansaldo SVA, có một bên cánh hơi dài hơn một chút so với bên cánh còn lại nhằm chống lại moment xoắn của động cơ.
- Oblique wing: một cánh quét về phía trước trong khi cánh còn lại quét về sau như NASA AD-1.

| " "          | " "                                     | " "                            |
| Asymmetrical | Torque counteraction by asymmetric span | Variable-geometry oblique wing |

## Cánh đuôi và cánh mũi
Cấu hình cơ bản của mặt cắt cánh máy bay là không ổn định trong chuyển động chúc và ngẩng, do đó cần có thêm các cánh nằm ngang gọi là bề mặt ổn định gắn cố định cho máy bay (stabilizing surface). Ngoài ra nó không được gây ra tác động đáng kể nào đến khả năng kiểm soát sự chúc và ngẩng của máy bay, do đó cần có các bề mặt kiểm soát điều khiển được gọi là cánh tà (elevator) thông thường được gắn vào cánh đuôi ngang.
- Kiểu truyền thống-Conventional: bề mặt cánh đuôi được bố trí ở phía sau của máy bay, tạo nên đuôi máy bay, chiếc Blériot VII ra đời năm 1907 là chiếc máy bay đầu tiên sử dụng cấu hình này.
- Cánh vịt: cánh vịt là một cánh nhỏ nằm phía trước thân máy bay. Trong thời kỳ đầu khi máy bay ra đời nó rất phổ biến nhưng sau khi chiến tranh thế giới 1 nổ ra không có mẫumays bào ra đời với thiết kế cánh vịt, cho đến năm 1967 với sự xuất hiện của Saab 37 Viggen
- Cánh kiểu tandem: máy bay được thiết kế với hai hoặc nhiều cặp cánh, cả hai đều tạo ra lực nâng đáng kể cho máy bay. Ví dụ là chiếc Rutan Quickie. Để tăng khả năng ổn định dọc, cánh phải có các đặc điểm khí động học sau: thường góc tạo bởi mỗi cặp cánh máy bay và thân máy bay được thiết kế khác với cánh còn lại. Đầu cánh máy bay cungc có thể được nối với nhau và tạo nên kiểu cánh nối joined wing như đã nói tới ở phần trên.[7]
- Máy bay sử dụng ba bề mặt cánh:[23] ví dụ cho kiểu này là Voisin-Farman I, ngày nay có các mẫu máy bay hiện đại hơn cùng sử dụng kiểu thiết kế này như Sukhoi Su-33 .
- Outboard tail: Cánh tạo thành bề mặt ổn định ngang phía ngoài-outboard horizontal stabilisers (OHS) và có thể có hoặc không có cánh đuôi ngang. Ở vị trí này, bề mặt cánh đuôi cản trở hình thành xoáy đầu cánh nên làm giảm nhiều lực cản. Kiểu cánh này được sử dụng trên máy bay composite SpaceShipOne.
- Tailless: Không có bề mặt cánh phụ tách biệt phía trước hoặc sau. Cánh tạo lực nâng và cánh ổn định có thể được kết hợp vào thân máy bay, như trên máy bay Short SB.4 Sherpa trong đó toàn bộ phần đầu cánh đóng vai trò giống như cánh tà và cánh liệng (elevon). Máy bay chỉ có cánh đuôi đứng mà không có cánh thăng bằng nằm ngang cũng được gọi là máy bay không có cánh đuôi (tailless).

| Conventional tail | Canard | Tandem |

| Three surface | Outboard tail | Tailless |

## Cánh nhị diện và cánh nhị diện ngược
- Cánh nhị diện-Dihedral: cánh tạo thành hình chữ V nhìn từ phía trước như Santos-Dumont 14-bis. Bổ sung cân bằng bên.
- Cánh nhị diện ngược-Anhedral hay catahedral: cánh tạo ra hình chữ V ngược xuống như trên Wright Flyer, nhằm làm giảm bớt sự cân bằng khi các đặc điểm thiết kế khác đã làm máy bay đủ cân bằng quá mức cần thiết.

Một số loại máy bay như Sopwith Camel có các cánh với góc nhị diện khác nhau, với cánh bên trên là cánh bằng và cánh bên dưới là cánh nhị diện thuận, trong khi Hanriot HD-1 có cánh trên là nhị diện thuận nhưng cánh dưới lại là cánh bằng.
| Dihedral | Anhedral | Biplane with dihedral on both wings | Biplane with dihedral on lower wing |

- Cánh kiểu hải âu-Gull wing: sử dụng trên máy bay tiêm kích PZL P.11. Đôi khi được thiết kế để cải thiện tầm nhìn phía trước và bên trên và có thể được áp dụng trên máy bay hai tầng cánh như Polikarpov I-153.
- Cánh hải âu ngược-Inverted gull wing: Kiểu thiết kế này được sử dụng để giảm chiều dài của càng hạ cánh trong khi cho phép nâng cao thân, như trên máy bay ném bom bổ nhào Junkers Ju 87.
- Cranked hay canted tip: đầu cánh được gấp lên tạo thành góc nhị diện, phần còn lại của cánh vẫn nằm ngang như trên F-4 Phantom II ohoawcj đầu cánh được gập xuống tạo góc nhị diện ngược như Northrop XP-56 Black Bullet.

| Gull wing | Inverted gull wing | Dihedral tips | Anhedral tips |

- Kiểu channel wing Nổi tiếng nhất với kiểu cánh này là Custer Channel Wing.

| Channel wing |

## Cánh liền thân
Một số thiết kế, cánh và thân máy bay không có điểm nối rõ ràng, do chúng được hợp nhất với nhau:
- Kiểu cánh bay-Flying wing: Máy bay không có phần thân phân biệt rõ ràng hoặc không có cánh đuôi ngang, như B-2 stealth bomber.
- Kiểu thân hòa trộn Blended body hay thân-cánh hòa trộn-blended wing-body: có sự chuyển mượt mà giữa cánh và thân, mà không có đường gấp khúc. Giúp giảm diện tích cánh tiếp xúc với không khí khi bay và cũng làm giảm sự nhiễu giữa luồng không khí bên trên cánh và thân máy bay, trong cả hai trường hợp đều giúp làm giảm lực cản của máy bay. Máy bay gián điệp Lockheed SR-71 là một ví dụ về kiểu cánh này.
- Kiểu thân nâng-Lifting body: lực nâng chủ yếu dựa vào thân máy bay, dùng trong các máy bay tốc độ cao và có góc tấn lớn như X-24.

| Flying wing | Blended body | Lifting body |

## Cánh có khả năng thay đổi hình dạng
Cánh thay đổi hình dạng là máy bay có khả năng thay đổi hình dạng cánh trong quá trình bay. Ngoài ra một số kiểu máy bay có khả năng quay cánh xung quanh thân.

### Thay đổi hình dạng cánh
- Cánh cụp cánh xòe-Variable-sweep wing hay Swing-wing. Cánh trái và phải có khả năng thay đổi góc quét và thường là quét về phía sau. Máy bay đầu tiên có khả năng thay đổi góc quét là Bell X-5 đầu những năm 1950s. Ở chiếc Beech Starship, chỉ có cánh vịt ở thân trước là có khả năng thay đổi góc quét.
- Oblique wing: toàn bộ cánh có khả năng xoay quanh thân máy bay như NASA AD-1, trong đó một cánh quét lên phía trước và cánh còn lại sẽ quét về phía sau.
- Cánh dạng thò thụt-Telescoping wing: phần đầu cánh có khả năng thu ngắn/kéo dài để thay đổi diện tích cánh, tỉ lệ cánh, sải cánh, được áp dụng trên tàu lượn FS-29 TF.[24]
- Cánh có thể tách rời-Detachable wing. Được áp dụng nghiên cứu trên WS110A với thiết kế cánh dài giúp cất cánh hạ âm và bay hành trình, cánh này có khả năng vứt bỏ được để sau đó máy bay tiếp tục sử dụng cánh sải cánh ngắn để bay siêu âm.
- Cánh mở rộng-Extending wing hay expanding wing: một phần cánh có khả năng co lại vào trong thân máy bay giúp giảm đi lực cản, và được dãn ra chỉ trong quá trình cất cánh, bay hành trình ở tốc độ thấp và hạ cánh. Máy bay hai tầng cánh Gérin Varivol ra đời năm 1936, có cơ cấu đầu mép cánh và mép sau cánh có khả năng mở rộng giúp tăng diện tích cánh.[25]

| Variable sweep (swing-wing) | Variable-geometry oblique wing | Telescoping wing | Extending wing |

- Cánh gập-Folding wing: Cánh có khả năng duỗi ra trong lúc cất và hạ cánh, và được thu vào khi bay ở tốc độ cao. Cánh của XB-70 Valkyrie được gập xuống dưới khi bay hành trình siêu âm.

| Folding wing |

### Thay đổi mặt cắt cánh
- Góc tới thay đổi-Variable incidence: cánh của máy bay có thể dịch lên phía trên hoặc dưới so với thân máy bay. Cánh của Vought F-8 Crusader có khả năng quay được, mép trước cánh có thể nâng lên giúp máy bay cải thiện khả năng cất cánh.
- Mặt cong thay đổi được-Variable camber: Mép trước và/hoặc mép sau cánh có khả năng xoay trên toàn bộ cánh giúp tăng bề mặt cong hiệu dụng của cánh và đôi khi là giúp cải thiện cả diện tích cánh. Điều này giúp tăng cường khả năng thao diễn của máy bay, được áp dụng từ mẫu máy bay Westland N.16 (1917).[26]
- Cánh có mặt cắt cánh thay đổi được-Variable thickness: tâm mặt cắt cánh bên trên có thể được nâng lên để tăng độ dày của cánh và mặt cong mép cánh cho cất hạ cánh, và được giảm đi trong khi bay. Charles Rocheville và một số máy bay thử nghiệm đã áp dụng kiểu cánh này.[27][28][29]

| Variable incidence wing | Variable camber aerofoil | Variable thickness aerofoil |

### Cánh Đa hình
Các máy bay sử dụng thiết kế này có khả năng thay đổi số lượng cánh trong khi bay. Điển hình là loại cánh trượt lên xuống như máy bay thử nghiệm Hillson Bi-mono.
| Polymorphic wing | Slip wing |

## Các bề mặt nhỏ độc lập

Một số bề mặt nâng nhỏ

Một máy bay hoàn chỉnh còn bao gồm nhiều bề mặt cánh nhỏ hoạt động độc lập:
- Winglet: một cánh nhỏ ở đầu cánh (wingtip), thường là được bẻ cong lên phía trên, có vai trò làm giảm xoáy không khí gây ra bởi đầu cánh, do đó cũng làm giảm lực cản.
- Strake: Bề mặt cánh nhỏ thông thường là dài hơn rộng và được gắn lên thân máy bay. Cánh strake có thể được đặt ở nhiều vị trí trên máy bay để cải thiện đặc tính khí động học của máy bay. Cánh LERX (Leading edge root extensions) đôi khi cũng được gọi là cánh strake.
- Chine: mép cánh nhọn chạy dọc theo thân máy bay. Cánh thông thường được hòa trộn với cánh chính, giúp tạo ra bề mặt nâng. Nó cũng giúp cải thiện khả năng điều khiển ở vận tốc bay thấp, cung cấp thêm lực nâng nhỏ khi bay ở tốc độ siêu vượt âm mà vẫn không tăng lực cản. Sử dụng trên Lockheed SR-71 Blackbird.
- Moustache: một cánh vịt nhỏ có tỉ lệ dài/rộng cao, được gắn cố định vào thân máy bay. Thông thường nó sẽ có tác dụng khi bay ở vận tốc lớn, ngăn hiện tượng tròng trành. Được sử dụng trên Dassault Milan.

## Một số bề mặt cánh nhỏ khác

### High lift

Các thiết bị giúp tạo lực nâng

High-lift devices có tác dụng duy trì lực nâng ở vận tốc thấp đồng thời chống lại hiện tượng tròng trành giúp giảm tốc độ cất/hạ cánh
- Slat và slot: mảnh nhỏ đầu mép cánh trước cánh chính. Không khí thổi qua slot sẽ được phản xạ trở lại bởi slat lên trên bề mặt cánh, cho phép máy bay bay ở tốc độ thấp hơn mà không làm tách dòng chảy không khí và không bị tròng trành. Slat có thể được gắn cố định hoặc di chuyển được.
- Flap: bề mặt khí động học có khớp nồi, thường nằm vị trí đầu mép cánh trước, cánh nhỏ này sẽ được xoay xuống dưới để tạo nên lực nâng và lực cản.
- Cuff: có tác dụng thay đổi mặt cắt cánh, chủ yếu để cải thiện đặc tính bay ở tốc độ thấp.

### Kiểm soát dòng chảy không khí dọc theo sải cánh-Spanwise flow control

Các bộ phận giúp điều chỉnh dòng chảy dọc sải cánh

Ở kiểu cánh quét, không khí có xu hướng chảy theo đường chéo sang bên cạnh cánh máy bay và việc ngăn cản việc di chuyển của dòng khí này sẽ làm cải thiện hiệu suất của cánh:
- Wing fence: một bề mặt phẳng được đặt dọc trên cánh chính theo chiều rộng cánh chính, sử dụng để ngăn dòng không khí chảy từ gốc cánh ra đầu cánh.
- Dogtooth leading edge: việc bổ sung các răng cưa ở đầu mép cánh trước sẽ làm gián đoạn dòng chảy spanwise của cánh.[30]
- Notched leading edge: có nguyên lý tương tự như răng dogtooth.[30]

### Tạo xoáy-Vortex creation

Vortex devices

Vortex devices giúp duy trì dòng chảy trên cánh ở tốc độ thấp và cản trở sự hình thành tròng trành, bằng cách tạo ra các xoáy cấp năng lượng cho lớp biên gần bề mặt cánh. Gồm có Vortex generator, Vortilon và LERX.

### Giảm lực cản

Các bộ phận giúp giảm lực cản

- Anti-shock body: một pod có dạng khí động học được gắn thêm vào mép cuối của cánh, giúp ngăn sóng tròng trành và sóng cản siêu âm. Đôi khi còn gọi là Küchemann carrot.
- Fairings
- Fillet

### Bibliography
- Kermode, A. C.; Mechanics of Flight, Eighth (metric) edition, Pitman, London, 1972.  ISBN 0-273-31623-0
- Taylor, John W. R. The Lore of Flight, Universal Books, London, 1990. ISBN 0-9509620-1-5.
- “What is it? Aircraft Characteristics That Aid the Spotter”. Flight: 562–564. 4 tháng 6 năm 1942. (Archive).